# Süe-lung 2
Süe-lung 2 (čínsky pchin-jinem Xuělóng 2, znaky zjednodušené 雪龙2; česky Sněžný drak 2) je čínský výzkumný ledoborec provozovaný Čínským institutem polárního výzkumu (Polar Research Institute of China – PRIC). Mimo jiné slouží pro výzkum a zásobování stanic v Arktidě a Antarktidě. Ve službě je od roku 2019. Je to první ledoborec postavený čínskými loděnicemi.

## Stavba
První čínský výzkumný ledoborec Süe-lung dokončila roku 1994 ukrajinská loděnice v Chersonu. Další plavidlo již bylo postaveno v ČLR na základě návrhu finské společnosti Aker Arctic. Plavidlo postavila čínská loděnice Jiangnan v Šanghaji (součást koncernu China State Shipbuilding Corporation – CSSC). Slavnostní první řezání oceli na plavidlo proběhlo 20. prosince 2016. Na vodu byl spuštěn 10. září 2018. V květnu a červnu 2020 ledoborec absolvoval námořní zkoušky. Organizace PRIC plavidlo převzala 11. července 2019.

## Konstrukce
Posádku tvoří 90 námořníků a výzkumných pracovníků. Ledoborec je vybaven laboratořemi a vybavením pro vědecké mise, stejně jako rozměrným nákladovým prostorem. Disponuje konferenčním sálem pro 80 osob. V zadní části nástavby se nachází hangár pro uložení dvou vrtulníků a přistávací plocha pro jejich provoz. Na zádi je modulární multifunkční paluba vybavená jeřáby a prostory pro uložení kontejnerů se speciálním vybavením. Diesel-elektrický pohonný systém kombinuje dva páry diesely Wärtsilä 16V32 a Wärtsilä 12V32 a dva azipody o výkonu 7,5 MW. Ekonomická rychlost je 12 uzlů. V tomto režimu plavidlo pohání pouze jeden diesel. Nejvyšší rychlosti 15 uzlů plavidlo dosáhne při použití dvou dieselů. Zbývající dva slouží pouze pro plavbu ledem. Ledoborec dokáže plout rychlostí 2–3 uzlů ledem silným 1,5 metru a pokrytým 20 cm sněhu. Dosah je 20 000 námořních mil a autonomie 60 dnů.

## Služba
V červenci 2019 Süe-lung 2 vyplul na svou panenskou expedici do Antarktidy. Cílem byly čínské polární základny Čung-šan a Čchang-čcheng.